# Orando
Orando è un pianeta immaginario dell'Universo DC. È la casa della Principessa Projectra della Legione dei Super-Eroi.

## Storia

### Prima diOra Zero
Pre-Ora zero, era un pianeta con una tecnologia pari a quella del medioevo sulla Terra, e dove la magia era una pratica comune. Il pianeta era governato dal padre di Projectra, il Re Voxx. Nonostante fosse l'erede al trono, Projectra si unì alla Legione dei Supereroi e non passò più tanto tempo su Orando. Quando decise di sposare Karate Kid, un comune, Voxx lo inviò ad uno scontro nel passato, la Terra del XX secolo (questa fu la base della vita breve del fumetto di Karate Kid). Essendosi dimostrato degno, Karate Kid e la Principessa Projectra si sposarono. Poco dopo, tuttavia, Voxx morì e il cugino di Projectra tentò di salire al trono. Con l'aiuto della Legione, Projectra riuscì ad ascendere al trono con Karate Kid come suo reale consorte. Infine, entrambi si ritirarono dalla Legione per concentrarsi su Orando.

### Legione dei Supercriminali
La loro armonia ebbe breve durata tuttavia, in quanto la Legione dei Supercriminali scelse Orando come base per un piano di vendetta contro la Legione dei Supereroi. Presero il controllo del pianeta, e utilizzarono Projectra e Karate Kid come esca per attirare il resto della Legione, che poi deviarono in un'altra dimensione. Karate Kid morì nel tentativo di salvare Orando. La Legione dei Supercriminali venne sconfitta, ma Orando rimase nella sua dimensione alternativa, tagliata fuori dal resto della galassia.

### Rinnovazione
Dopo il rinnovamento post-Ora Zero, Orando divenne retroattivamente un mondo popolato da serpenti e procioni senzienti.
Nella nuova serie Legion of Super-Heroes del 2005, il pianeta fu ancora una volta la casa della Principessa Projectra, ed era noto come il pianeta più ricco dell'universo. Il pianeta venne distrutto dalla squadra criminale dei Terra Firma in Legion of Super-Heroes vol. 5 n. 6, lasciando Projectra come ultima Orandana. Non si sa se ci fossero stati o no altri Orandani fuori dal pianeta all'epoca della distruzione.